# Distrito de Braunau
El distrito de Braunau se encuentra al oeste del estado de Alta Austria, Austria, junto a la frontera con Alemania. Se compone de las siguientes localidades, con población a principio de 2018:
- Altheim 4,839
- Aspach 2,596
- Auerbach 583
- Braunau am Inn 17,095
- Burgkirchen 2,661
- Eggelsberg 2,365
- Feldkirchen bei Mattighofen 1,978
- Franking 953
- Geretsberg 1,187
- Gilgenberg am Weilhart 1,327
- Haigermoos 610
- Handenberg 1,290
- Helpfau-Uttendorf 3,573
- Hochburg-Ach 3,236
- Höhnhart 1,379
- Jeging 691
- Kirchberg bei Mattighofen 1,175
- Lengau 4,738
- Lochen am See 2,754
- Maria Schmolln 1,414
- Mattighofen 6,524
- Mauerkirchen 2,566
- Mining 1,195
- Moosbach 1,042
- Moosdorf 1,638
- Munderfing 3,063
- Neukirchen an der Enknach 2,212
- Ostermiething 3,296
- Palting 938
- Perwang am Grabensee 997
- Pfaffstätt 1,101
- Pischelsdorf am Engelbach 1,672
- Polling im Innkreis 997
- Roßbach 935
- St. Georgen am Fillmannsbach 404
- St. Johann am Walde 2,051
- St. Pantaleon 3,085
- St. Peter am Hart 2,447
- St. Radegund 589
- St. Veit im Innkreis 408
- Schalchen 3,877
- Schwand im Innkreis 972
- Tarsdorf 2,068
- Treubach 725
- Überackern 685
- Weng im Innkreis 1,394[1]